# ファビアン・バルガス
ファビアン・アンドレス・バルガス・リベラ（Fabián Andrés Vargas Rivera, 1980年4月17日 - ）は、コロンビア・ボゴタ出身の元同国代表サッカー選手。現役時代のポジションはミッドフィールダー。

## 経歴
ユースから所属したアメリカ・デ・カリにてリーグ3連覇など頭角を現す。2001年に母国で行われたコパ・アメリカでは初優勝に貢献した。2003年にコロンビア選手と縁の深いボカ・ジュニアーズに移籍。多くのタイトルこそ獲得するが、プレーは不安定で微妙な時期が続いた。2006年からはブラジルのSCインテルナシオナウへと期限付き移籍となった。FIFAクラブワールドカップ2006決勝では後半から出場、2度目の世界チャンピオンに輝いた。2007年夏にボカに復帰。2年連続でFIFAクラブワールドカップのため来日したが、初戦のエトワール・サヘル戦で退場した。2008年にはカルロス・イスチア監督の信頼を勝ち得て、スタメンとして活躍している。
2009年6月にリーガ・エスパニョーラのUDアルメリアへ移籍。9月5日、南アフリカワールドカップ予選・エクアドル戦で靭帯損傷の大怪我を負った。2011年8月、フリートランスファーでギリシャ・スーパーリーグのAEKアテネFCと1年契約を結んだ。
2016年6月14日、カテゴリア・プリメーラAのCDラ・エキダに加入することが発表された。

## タイトル

### クラブ
アメリカ・デ・カリ
- カテゴリア・プリメーラA : 2000, 2001, 2002A
- コパ・メルコノルテ : 1999

インテルナシオナウ
- FIFAクラブワールドカップ : 2006
- レコパ・スダメリカーナ : 2007

ボカ・ジュニアーズ
- プリメーラ・ディビシオン : 2003-04A, 2005-06A, 2005-06C, 2008-09A
- トヨタカップ : 2003
- コパ・スダメリカーナ : 2004, 2005
- レコパ・スダメリカーナ : 2005, 2008

### 代表
コロンビア
- コパ・アメリカ : 2001